# Una voce poco fa
Una voce poco fa – aria (dokładniej: kawatina) Rozyny, późniejszej żony Hrabiego Almavivy, z pierwszego aktu opery Cyrulik sewilski, z muzyką Gioacchina Rossiniego i tekstem w języku włoskim autorstwa Cesarego Sterbiniego. Aria napisana na kontralt, obecnie najczęściej jest wykonywana przez mezzosopran albo sopran. Jedną z najsłynniejszych na świecie wykonawczyń arii według pierwotnego zapisu na kontralt jest polska śpiewaczka Ewa Podleś.
Pisząc muzykę do Cyrulika Rossini wykorzystał wiele motywów lub całych fragmentów ze swoich wcześniejszych oper. Jedna z melodii z arii miłosnej Arsacesa Non lasciarmi in tal momento z  II aktu Aureliana w Palmirze została włączona do arii Rozyny Una voce poco fa. Rossini wykorzystał ten motyw także w arii Elżbiety Questo cor ben lo comprende w operze Elżbieta królowa Anglii.
Rozyna jest wychowanicą leciwego doktora Bartola. Ten pragnie ją mieć tylko dla siebie i aby zrealizować swój zamysł, dąży do ślubu. Kiedy przed ich domem zjawia się młody chłopiec (hrabia Almaviva incognito, w przebraniu biednego studenta o imieniu Lindoro) śpiewający serenady w towarzystwie ulicznych muzykusów, serce młodej kobiety bije mocniej, czemu chce dać wyraz całą sobą. Dziewczyna jest gotowa na wszystko, byle móc wyrwać się z rąk starego doktora i bliżej poznać z nowym adoratorem.
Bohaterka ukazana jest jako młoda, lecz niepłocha, świadoma własnych wdzięków dziewczyna, o swoją przyszłość i miłość zdolna walczyć przeciwko każdemu, kto tylko stanie jej na wyznaczonej drodze, co kompozytor zasugerował zwłaszcza w jej wokalizach. Chce ona brać sprawy we własne ręce, czym zdecydowanie różni się od wcześniejszego typu sentymentalnych panienek wykreowanego przez operę buffa.
Światowa prapremiera Cyrulika sewilskiego miała miejsce w Rzymie w Teatro Argentina 20 lutego 1816. Rolę Rozyny i tym samym arię śpiewała wówczas Geltrude Righetti-Giorgi - kontralt.

## Tekst
Una voce poco fa    
qua nel cor mi risuonò,
il mio cor ferito è già
e Lindor fu che il piagò.
Sì, Lindoro mio sarà,
lo giurai, la vincerò.
Il tutor ricuserà,
io l'ingegno aguzzerò,
alla fin s'accheterà
e contenta io resterò.
Sì, Lindoro mio sarà,
lo giurai, la vincerò.
Io sono docile,
son rispettosa,
sono ubbidiente,
dolce, amorosa,
mi lascio reggere,
mi fo guidar.
Ma se mi toccano
qua nel mio debole,
sarò una vipera,
e cento trappole
prima di cedere
farò giocar....